# Johann Neubauer (Mundartdichter)
Johann Neubauer (* 14. Februar 1880 in Oberschützen; † 13. Juni 1970 ebenda) war hianzischer Mundartdichter.

## Leben
Er besuchte die evangelische Lehrerbildungsanstalt in seinem Heimatort Oberschützen und unterrichtete dann für 20 Jahre in Franzfeld (Banat), wo er auch Amalia geb. Fempel heiratete. Anschließend kam er nach Ödenburg, wo er 1923 seinen ersten Gedichtband Heanzische Bliamal veröffentlichte und bis 1945 die evangelische Volksschule leitete. Er schrieb außerdem gemeinsam mit Ignaz Anton Schiller für die Ödenburger Zeitung. Nach 1945 und der Vertreibung der Ungarndeutschen aus Sopron kehrte er nach Oberschützen zurück. Dort hat er 1958 eine zweite erweiterte Auflage seines hianzischen Gedichtbandes veröffentlicht und sich sprachgeschichtlich bedeutsam um die Erfassung des hianzischen Wortschatzes bemüht. Außerdem war er in zahlreichen Vereinen und Ausschüssen der ungarndeutschen Heimatvertriebenen tätig.

## Werke
- Heanzische Bliamal (1923; 2. erw. Auflage, 1958)